# Бёддекер, Гюнтер
Гюнтер Бёддекер (нем. Günter Böddeker; 27 июля 1933 год, Падерборн — 9 июня 2012 год, Буххольц-ин-дер-Нордхайде) — немецкий журналист и публицист.

## Биография
Бёддекер изучал общественные науки, затем работал журналистом. В 1985—1994 годах являлся заместителем главного редактора издания Welt am Sonntag, в 1995—1996 годах — главным редактором. Опубликовал несколько книг о Второй мировой войне. В 1985 году был награждён премией за особые заслуги в области публицистики Землячество судетских немцев.

## Издания на русском языке
- Гюнтер Бёддекер. Трагедия Германии: горе побежденным, беженцы III Рейха, 1944—1945. М.:Эксмо, 2009. 978-5-699-32814-7